# アンドレ・ドラン
アンドレ・ドラン（Andre Derain, 1880年6月10日 - 1954年9月8日）は、フォーヴィスム（野獣派）に分類される20世紀のフランスの画家。イヴリーヌ県シャトゥー出身。
アンリ・マティスらとともにフォーヴィスム（野獣派）の運動において指導的役割を果たした画家。風景、人物、静物などさまざまな画題の作品がある。作風も、ポール・シニャック風の点描に近い技法を用いた風景画から、キュビスム風の静物画まで幅広い。

## 生涯
イヴリーヌ県のシャトゥーで生まれた。1898年、エンジニアの勉強をしながら、ウジェーヌ・カリエールから絵を学び、マティスやマルケと知り合った。1900年、独学で絵を描いていたモーリス・ド・ヴラマンクと知り合う。ドランとヴラマンクはシャトゥーに共同のアトリエを設け、以後しばらく共同制作をする。
1905年、マティスとともにコリウールに滞在し制作する。地中海に面した港町コリウールの豊かな色彩は2人の画家の作風に決定的な影響を与えた。この年の秋のサロン・ドートンヌで、マティスらグループの作品が集められた部屋は批評家のルイ・ヴォークセルによって「野獣の檻」と称せられた。これが野獣派（フォーヴィスム）の名の由来である。
1905年末から1906年初めにかけて、画商アンブロワーズ・ヴォラールの勧めでロンドンに滞在し、テムズ川沿いの風景を描く。1907年からはピカソなど「洗濯船」（バトー・ラヴォワール）の画家たちとも交流するようになる。
1919年、バレエ・リュス（セルゲイ・ディアギレフ主宰）の「風変わりな店」の美術と衣装を手掛けたのを最初として、晩年までバレエやオペラの衣装や舞台装飾も手掛ける。また、挿絵、彫刻なども手掛けている。
1921年、イタリア旅行を機に作風はアカデミックなものに回帰し、古典的な陰影や遠近法、落ち着いた色彩で静物、人物等を描くようになる。ヴィシー政権下ではパリに居を構え、ナチス・ドイツにフランス文化の権威として利用される形となり、1941年にドイツを訪れている。このために、終戦後にナチス協力者とみなされて事実上の追放処分となった。晩年には病により片目の視力を失い、1954年、オー＝ド＝セーヌ県ガルシェで自動車事故により死亡した。

## 代表作
- 夜の英国国会議事堂（1905年〜1906年）（メトロポリタン美術館）
- テーブル（1911年）（メトロポリタン美術館）

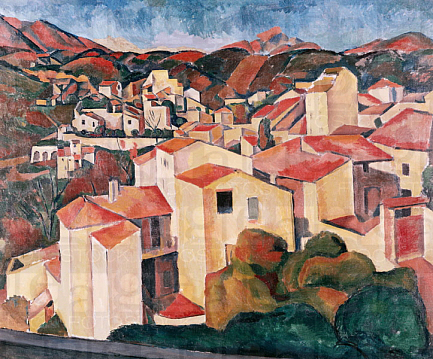
カーニュの風景(1910) フォルクヴァンク美術館
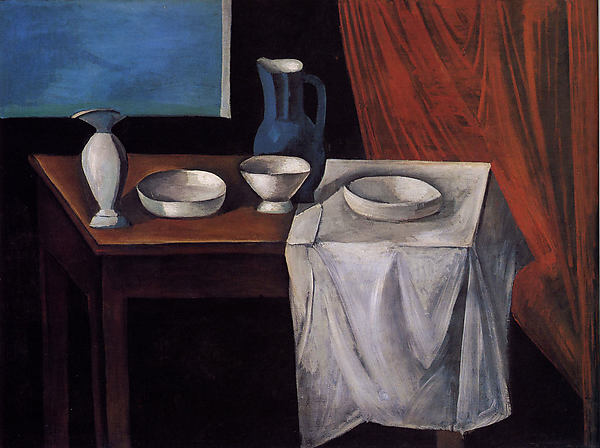
テーブル（1911年） メトロポリタン美術館
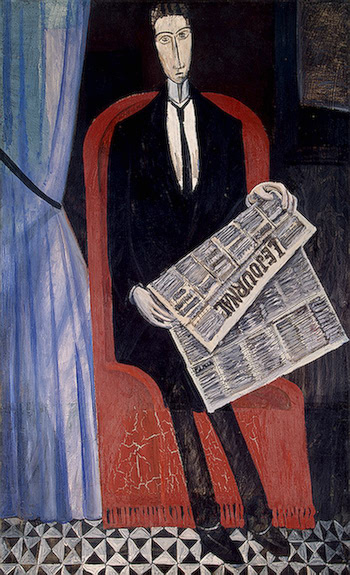
新聞を持つ男(1911/1914) エルミタージュ美術館